# LHS 2090
LHS 2090 (LP 368-128 / NLTT 20726) es una estrella de magnitud aparente +16,10 situada en la constelación de Cáncer.
Aunque ya figuraba en los catálogos Luyten Half Second y New Luyten Two Tenths —aunque no en el Catálogo Gliese—, no fue hasta 2001 cuando se estableció, a partir de la baja resolución de su espectro y de su elevado movimiento propio (0,79 segundos de arco/año), que era una de las estrellas más cercanas al sistema solar, ya que se encuentra a 20,8 ± 0,4 años luz.
LHS 2090 es una enana roja de tipo espectral M6.5V, siendo sus características similares a las de DX Cancri o LHS 292.
Tiene una baja temperatura superficial de aproximadamente 2464 K y la medida de su diámetro angular —0,22 milisegundos de arco— permite estimar su diámetro real, equivalente al 15% del que tiene el Sol.
Gira sobre sí misma con una velocidad de rotación proyectada de 20,0 ± 0,6 km/s.
Como cabe esperar, su luminosidad bolométrica —energía emitida en todas las longitudes de onda— es muy baja, pues apenas supone el 0,07% de la luminosidad solar.
La relación masa-luminosidad para estrellas de la secuencia principal permite evaluar de forma aproximada su masa, en torno al 15% de la masa solar.